# دورا ماریا تلز
دورا ماریا تلز (انگلیسی: Dora María Téllez؛ زادهٔ ۲۱ نوامبر ۱۹۵۵) نویسنده، سیاستمدار، پارتیزان، و مورخ اهل نیکاراگوئه است که عموماً به دلیل مشارکتش در انقلاب نیکاراگوئه شناخته شده است. به عنوان یک دانشجوی جوان پزشکی در لئون نیکاراگوئه در دهه ۱۹۷۰، تلز توسط جبهه آزادیبخش ملی ساندینیستا (FSLN) جذب شد. تلز سپس به مقام فرماندهی ترفیع گرفت و در کنار رئیس‌جمهور بعدی دانیل اورتگا در انقلابی که دیکتاتور آناستازیو سوموزا دیبایل را در سال ۱۹۷۹ سرنگون کرد، مبارزه کرد. در دولت بعدی که توسط جبهه آزادیبخش ملی ساندینیستا تشکیل شد، او به عنوان وزیر بهداشت در دوران اورتگا خدمت کرد و همچنین از مدافعین حقوق زنان بود. او در نهایت به یکی از منتقدان سرکوب و فساد تحت ریاست جمهوری اورتگا تبدیل شد و در سال ۱۹۹۵ جبهه آزادیبخش ملی ساندینیستا را ترک کرد و حزب جنبش نوسازی ساندینیستا (MRS) را تأسیس کرد که بعداً به Unamos تغییر نام داد. او همراه با چند تن دیگر از چهره‌های مخالف، در ژوئن ۲۰۲۱ توسط دولت اورتگا دستگیر شدند.

## فعالیت نظامی حین جنگ داخلی نیکاراگوئه
افزایش سرکوب دولتی و افزایش دستگیری زندانیان سیاسی، تلز را بر آن داشت تا در سال ۱۹۷۶ به زندگی مخفیانه روی بیاورد. او در زمان زندگی زیرزمینی به فعالیت آموزشی در کوهستان پرداخت. او فرماندهی عملیات چنچرا در ۲۲ اوت ۱۹۷۸ که انقلابیون ۱۵۰۰ غیرنظامی را گروگان گرفتند و جان آنها را تهدید کردند مگر اینکه خواسته‌هایشان برآورده شود بر عهده داشت.] این خواسته‌ها شامل آزادی زندانیان و پرداخت دیه بود. متعاقباً زندانیان سیاسی کلیدی ساندینیستا آزاد شدند و یک میلیون دلار به عنوان باج پرداخت شد که تلز در مذاکرات مربوط به آن نقش داشت. این رویداد آسیب‌پذیری بالقوه رژیم سوموزا را آشکار کرد و به جبهه آزادیبخش ملی ساندینیستا کمک کرد تا حمایت دولت‌های آمریکای لاتین را جلب کند و جناح‌های مختلف مخالف رژیم را متحد و بسیج کند. در پی این عملیات، هزاران تن از جوانان و زنان به جنبش ساندینیستا پیوستند. در پی این وقایع یک شورش مردمی در همراهی با جبهه آزادیبخش ملی ساندینیستا رخ داد و به سقوط رژیم سوموزا در ۱۹ ژوئیه ۱۹۷۹ کمک کرد.
تلز پس از ورود به پاناما به همراه ساندینیست‌های آزاد شده در اوت ۱۹۷۸، در کوبا و پاناما آموزش چریکی دید تا فرمانده نظامی شود. در فوریه ۱۹۷۹ او به نبرد در نیکاراگوئه بازگشت و در ساختار رهبری ترسریستا جایگاهی برای خود دست و پا کرد. او به مدت پنج ماه در درگیری‌ها با گارد ملی نیکاراگوئه، جوخه‌های ساندینیستا را در سراسر کشور رهبری کرد: ابتدا در جبهه جنوبی با نیروهای ادن پاستورا، و بعد در نیکاراگوئه مرکزی و شمالی. به گفته فرمانده ساندینیستا مونیکا بالتودانو، حملات او به استان‌های شمالی همراه با فرمانده لتیسیا هررا دشمن را دائماً غافلگیر می‌کرد و موفق شد نیروهای آنها را متفرق کند. او واحدهای ساندینیستا را رهبری کرد و به مدت شش هفته متوالی با نیروهای زبده دشمن می‌جنگیدند تا اینکه شهر لئون را در ژوئن ۱۹۷۹ تصرف کردند، اولین شهر بزرگی که در انقلاب به دست ساندینیستها افتاد. به دنبال آن دو هفته بعد ماناگوا سقوط کرد و اندکی پس از آن حکومت موقت ساندینیستا در این شهر مستقر شد.

## فعالیت سیاسی
او در نهایت به یکی از منتقدان سرکوب و فساد تحت ریاست جمهوری همرزم سابقش اورتگا تبدیل شد و در سال ۱۹۹۵ جبهه آزادیبخش ملی ساندینیستا را ترک کرد و حزب جنبش نوسازی ساندینیستا (MRS) را تأسیس کرد که بعداً به اوناموس تغییر نام داد. در ژوئن ۲۰۲۱، او توسط دولت اورتگا در موجی از دستگیری نامزدهای ریاست جمهوری اپوزیسیون در انتخابات سراسری نیکاراگوئه همراه با دیگر رهبران مخالف، روزنامه نگاران، تجار، دهقانان، فمینیست‌ها و فعالان اجتماعی دستگیر شد. دادستانی خواستار ۱۵ سال حبس به اضافه رد صلاحیت تصدی مشاغل دولتی شد. او پس از ۶۰۵ روز حبس به همراه ۲۲۲ زندانی نیکاراگوئه‌ای دیگر آزاد شد. او به ایالات متحده اخراج شد و تابعیت نیکاراگوئه ای او به همراه سایر زندانیان از دست داد.[۲۰] دولت اسپانیا به او و همه زندانیان پیشنهاد تابعیت داد. در اولین روزهای آزادی از زندان، او شرایط شکنجه روانی و نقض قوانین بین‌الملل در مورد زندانیان را بازگو کرد، اگرچه اعتراف کرد که هیچ شکنجه فیزیکی یا خشونتی علیه او صورت نگرفته است.